# Ryszard Ulicki
Ryszard Jan Ulicki (ur. 20 lipca 1943 w Łodzi, zm. 2 sierpnia 2016 w Koszalinie) – polski polityk, dziennikarz, poeta, działacz PZPR, poseł na Sejm I, II, III i IV kadencji.

## Życiorys
Syn Wincentego i Stefanii. Absolwent II Liceum Ogólnokształcącego w Koszalinie. W 1977 ukończył studia na Wydziale Nauk Społecznych Wyższej Szkoły Nauk Społecznych przy KC PZPR.
Od 1969 do rozwiązania należał do Polskiej Zjednoczonej Partii Robotniczej. Od 1971 był etatowym pracownikiem aparatu partyjnego. W latach 80. kierował wydziałem propagandy i agitacji Komitetu Wojewódzkiego PZPR w Koszalinie. W stanie wojennym zasiadał w komisji weryfikującej lokalnych dziennikarzy. Szczeciński oddział IPN w 2006 wszczął postępowanie w tej sprawie.
W latach 1984–1990 był redaktorem naczelnym Polskiego Radia w Koszalinie. Od 1991 do 2003 sprawował mandat posła I, II, III i IV kadencji, wybieranego w okręgach koszalińsko-słupskim oraz koszalińskich (nr 20 i nr 40) z ramienia Sojuszu Lewicy Demokratycznej. W lipcu 2003 utracił mandat poselski w związku z powołaniem przez Sejm na członka Krajowej Rady Radiofonii i Telewizji (kadencja wygasła po nowelizacji ustawy medialnej w grudniu 2005).
Był także autorem kilkuset tekstów piosenek (m.in. „Kolorowych jarmarków” Janusza Laskowskiego), kilkudziesięciu widowisk, a także kilku książek. Od września 2000 do sierpnia 2003 był redaktorem naczelnym koszalińskiego miesięcznika społeczno-kulturalnego „Miesięcznik”.
Pochowany na cmentarzu komunalnym w Koszalinie.